# Harpal Singh
Harpal Singh (Bradford, 15 september 1981) is een Brits voetballer die uitkomt voor Guiseley FC

## Clubcarrière
Singh kreeg zijn opleiding bij Leeds United, maar maakte zijn professionele debuut bij Bury F.C., waar hij op leenbasis speelde. Van 2004 tot 2006 speelde hij voor Stockport County, waarna hij een contract tekende bij Sligo Rovers. Verder speelde hij in Ierland voor Bohemian FC en Dundalk FC.
Singhs voorkeurspositie is die van linkermiddenvelder.